# Chivunk
O Chivunk é um veículo brasileiro de ataque rápido usado por paraquedistas e forças especiais.

## Desenvolvimento
O Chivunk foi precedido por um programa conjunto de Argentina e Brasil como a VLEGA Gaúcha até 2011.

## Projeto
O Chivunk usa superfície de placa de diamante e uma gaiola de proteção embutida para robustez e durabilidade em campo. Ele tem funções polivalentes, como transporte, evacuação médica, reconhecimento e pode ser lançado de paraquedas.Pode ser transportado por meio de helicópteros médios através de um guincho e cerca de 2-4 veículos podem ser transportados por via aérea em um C-130 Hercules e 4-7 veículos em um Embraer KC-390 . Os veículos Chivunk podem ser armazenados empilhados uns sobre os outros. Também pode ser armado com um morteiro de 120 mm, lançador AT4 e FN MAG 7,62x51 mm NATO GPMG.